# Constantine (film)
Constantine è un film del 2005 diretto da Francis Lawrence, con Keanu Reeves nel ruolo di John Constantine l'esorcista, Rachel Weisz e Shia LaBeouf.
Basato sulla serie di fumetti genere horror, occulto, paranormale, dal titolo Hellblazer, pubblicata dalla DC Comic e Vertigos.
Il film tratta l'eterna lotta tra Gabriele (Tilda Swinton) e Lucifero (Peter Stormare).

## Trama
In Messico, tra le rovine di una chiesa, uno spazzino di nome Manuel trova una punta di lancia avvolta in una bandiera nazista che più tardi si scoprirà essere la Lancia del Destino. Non appena prende in mano la lancia, Manuel viene posseduto da un'entità maligna e si mette in viaggio verso Los Angeles.
A Los Angeles, l'occultista John Constantine esorcizza una bambina posseduta intrappolando il demone in uno specchio ma si rende conto che l'essere stava cercando di raggiungere la dimensione terrena, cosa che in teoria non sarebbe possibile in virtù del cosiddetto “Equilibrio”, un patto tra Paradiso e Inferno che proibisce ad angeli e demoni di lasciare i rispettivi regni. Il mantenimento dell'Equilibrio sulla Terra è infatti garantito da “sanguemisto” angelici e demoniaci a cui non è però consentito interferire direttamente con le vicende umane. Constantine si consulta con il sanguemisto angelico Gabriele e chiede una proroga per poter indagare poiché sta per morire a causa di un cancro ai polmoni, provocato dalle sigarette che fuma in continuazione, ed è condannato all'Inferno per aver tentato il suicidio da ragazzo in quanto creduto pazzo dai genitori per le visioni demoniache che lo perseguitavano. Solo dopo essere morto per qualche secondo e poi tornato alla vita rianimato dai medici, comprende che le visioni sono reali decidendo perciò di diventare un esorcista e detective del paranormale nel tentativo di conquistarsi il paradiso con le sue imprese. Gabriele rifiuta di concedergli altro tempo e gli ricorda che ciò che sta facendo, ossia usare le sue facoltà per tentare di comprarsi il Paradiso, non potrà mai dargli la salvezza.
Constantine scampa all'aggressione di un demone e si consulta con Papa Midnite, uno stregone proprietario di un locale che funge da territorio neutro e rifugio per i sanguemisto. Papa Midnite, però, a sua volta neutrale, rifiuta di aiutarlo per non alterare l'Equilibrio, tuttavia Constantine sa che in realtà Midnite è disilluso a causa della guerra eterna tra paradiso e inferno e che pur avendo lottato dalla parte del bene ha perso la fede nel combattere per il Bene e che usa la scusa della neutralità solo per non dover più agire.
Altrove, la detective Angela Dodson indaga sulla morte della sorella gemella Isabel, gettatasi dal tetto dell'ospedale psichiatrico dov'era ricoverata. Angela è convinta che Isabel, fervente cattolica, sia stata in realtà uccisa e si rivolge a Constantine. L'esorcista senza mezzi termini le dice che la sorella di Angela è condannata all'inferno dato che si è suicidata e rifiuta di lasciarsi coinvolgere, ma quando scopre che la stessa Angela è nel mirino delle forze infernali, decide di aiutarla. Constantine spiega che Dio e Lucifero dopo secoli di guerra tra loro hanno stipulato un accordo per accaparrarsi tutte le anime del creato senza nessun intervento limitandosi a influenzare le scelte delle persone. Angela rifiuta di crederci ma dopo che Constantine la salva da un attacco di demoni la ragazza capisce che è tutto vero. Constantine si trasporta brevemente all'Inferno e tra i dannati trova Isabel, condannata per l'eternità a rivivere il proprio suicidio. Nel frattempo, il sensitivo padre Hennessy, amico di Constantine, ispeziona il cadavere di Isabel e scopre un marchio satanico; subito dopo, Hennessy viene indotto a suicidarsi da una forza malefica che lo spinge a bere fino alla morte.
Grazie alle informazioni di Angela, Constantine intuisce che Isabel era una sensitiva e che la stessa Angela possiede poteri latenti ma che rifiutava di accettare ciò che vedeva non volendo credere che le cose soprannaturali esistessero mentre la sorella ne era consapevole e aveva accettato il proprio potere. Angela si sente colpevole di aver lasciato sola la sorella nell'affrontare quegli incubi reali. Volendo riscattarsi dai suoi errori chiede a Costantine di risvegliare i suoi poteri; per aiutarla, le procura un'esperienza di premorte. Su richiesta dell'esorcista, il demonologo Beeman indaga sul simbolo trovato da padre Hennessy e scopre che si tratta del marchio di Mammon, il figlio di Lucifero. Mammon intende raggiungere la dimensione terrena per farne il proprio regno, ma per riuscirci deve possedere un sensitivo e quindi ottenere “aiuto divino”; l'ospite prescelto era proprio Isabel, che si è uccisa nel tentativo di fermare Mammon, e ora il demonio vuole incarnarsi nel corpo di Angela. Beeman viene assassinato dalla stessa entità che ha ucciso padre Hennessy; Angela, grazie ai propri ritrovati poteri, percepisce che si tratta di Balthazar.
Constantine tortura Balthazar per costringerlo a rivelare qual è l'aiuto divino di cui Mammon intende servirsi minacciandolo attraverso la remissione dei peccati di spedirlo in Paradiso. Balthazar, messo alle strette, rivela che l'aiuto in questione è la Lancia del Destino, con cui Angela dovrà essere uccisa mentre è posseduta da Mammon. Subito dopo, Angela viene rapita da una forza misteriosa e portata al cospetto di Mammon, arrivato nel corpo di Manuel, e il demonio riesce ad impossessarsi di lei.
Constantine, forzato dalle circostanze, si reca nuovamente da Midnite per costringerlo ad aiutarlo. Fatta irruzione nel suo locale lo affronta e gli fa capire che, quando si tratta di una guerra tra paradiso e inferno in cui la posta in palio è accaparrarsi tutte le anime del creato, non ci sono regole. E anche se Midnite ha perso la fede in tutto, una volta che ha lottato per il bene tanto vale tornare a lottare per proteggere il mondo dal male. Papa Midnite, grazie alle parole di Constantine, comprende di aver sbagliato ad abbandonare la sua lotta contro le forze del male. Decide quindi di schierarsi col bene e aiuta Constantine facendogli usare una vecchia sedia elettrica per poter localizzare Angela e scoprire che è stata portata nell'ospedale psichiatrico dove la sorella si è suicidata. Constantine, aiutato dal giovane assistente e apprendista Chas Kramer, forgia dei proiettili mistici e armatosi di reliquie sacre, affronta l'esercito di demoni di Mammon uccidendo tutti. Fatta irruzione nella stanza in cui si trova Angela, scopre che Mammon si è impossessato di lei e tenta di esorcizzarlo con l'aiuto di Chas. All'improvviso, la stessa entità che aveva rapito Angela si manifesta e uccide Chas. Costantine scopre che si tratta di Gabriele, che è la vera mente dietro le azioni di Mammon e Balthazar: l'angelo ritiene infatti che il genere umano debba mostrarsi degno dell'amore di Dio, e potrà farlo solo sopravvivendo agli orrori che Mammon scatenerà sulla Terra. Gabriele mette fuori combattimento Constantine e si appresta a trafiggere Angela con la Lancia del Destino; Constantine, allora, decide di suicidarsi tagliandosi le vene, in modo da richiamare l'attenzione di Lucifero, ben sapendo di essere “l'unica anima che il Diavolo ritirerebbe personalmente”.
Lucifero - come previsto - interviene e non accettando il fatto di venire soppiantato dal figlio Mammon sulla Terra lo ferma, rispedendolo all'Inferno. Il Diavolo decide di restituire il favore a Constantine concedendogli qualche altro anno di vita, ma Constantine rinuncia e chiede invece che all'anima di Isabel sia concesso di andare in Paradiso. Lucifero lo accontenta e si appresta a portarlo all'Inferno, ma a quel punto anche a Constantine, finalmente redento grazie al suo sacrificio, viene permesso di andare in cielo; Lucifero, furioso per la beffa, pur d'impedirlo riporta in vita Constantine guarendolo dal cancro, nella speranza d'indurlo a rovinarsi e a dannarsi un'altra volta.
Gabriele, perduta ogni protezione divina a causa delle sue malefatte, viene privato delle ali e diventa umano; Constantine, però, rinuncia a vendicarsi di lui, dimostrando di essere diventato migliore. Qualche tempo dopo, Constantine incontra Angela e le affida la Lancia del Destino affinché la nasconda.
In una scena dopo i titoli di coda, Constantine visita la tomba di Chas e depone sulla lapide il proprio accendino. Mentre si allontana, Constantine vede l'anima di Chas, divenuto angelo, volare in Paradiso.

## Accoglienza

### Incassi
Il film al cinema ha incassato 230884728 $ nel mondo. partendo da un budget di 70–100 milioni

### Critica
Il film ha avuto un'accoglienza dalla critica mista con una media su Metacritic del 50% ma con un riscontro positivo del pubblico con un punteggio di 8.5/10. Su Rotten Tomatoes il 46% dalla critica e un riscontro positivo del pubblico di 72/100 su oltre 250.000 valutazioni.

## Altri media
- Constantine (serie tv)
- Constantine (2005) videogioco tie-in, sparatutto in terza persona, sviluppato dalla Bits Studios e pubblicato dalla THQ, per PlayStation 2 ed Xbox.
- Alcune immagini del film sono state utilizzate per realizzare il video musicale della canzone Passive tratta dall'album Emotive degli A Perfect Circle.[7]

## Sequel
Nel settembre 2022 viene ufficializzata la lavorazione del sequel con il ritorno di Keanu Reeves e Francis Lawrence, alla produzione si affianca anche la Bad Robot  di J. J. Abrams e Hannah Minghella.